# Elena Ceaușescuová
Elena Ceaușescuová (7. ledna 1916 Petrești – 25. prosince 1989 Târgoviște) byla manželka komunistického rumunského prezidenta Nicolae Ceaușesca a vysoká komunistická funkcionářka.

## Osobní život
Elena Ceaușescuová, původním jménem Lenuța Petrescu, se narodila do rolnické rodiny v obci Petrești. Po vychození základní školy se spolu s bratrem přestěhovala do Bukurešti, kde pracovala jako pomocná síla v laboratoři, později získala práci v textilní továrně.
V roce 1937 vstoupila do komunistické strany a v roce 1939 se seznámila se svým budoucím chotěm. Jejich románek přerušila druhá světová válka. Ceaușescu byl uvězněn a později poslán do koncentračního tábora v Târgu Jiu. Znovu se setkali až po skončení války v roce 1945. Vzali se 23. prosince 1947. U příležitosti svatby zfalšovala rok narození proto, aby se zdála být mladší, než její manžel. Po vzestupu KS pracovala jako sekretářka rumunského Ministerstva zahraničních věcí, později zastávala několik dalších důležitých politických funkcí ve straně. Svého manžela často doprovázela na zahraničních cestách. V rámci kultu, který kolem ní byl vytvořen, byla nazývána „Matkou národa“.
Po převratu v prosinci 1989 prchla společně se svým mužem z Bukurešti. Manželský pár byl zadržen ve městě Târgoviște, kde byl 25. prosince téhož roku popraven.

## Rodina
Spolu se svým manželem měli celkem tři děti, dva syny Valentina a Nicka a dceru Zoiu. Nejstarší syn Valentin žije (narozen v roce 1948), Zoia zemřela v roce 2006 na rakovinu plic ve věku 57 let a syn Nicu o deset let dříve v roce 1996 ve vídeňské nemocnici věku 45 let na cirhózu jater. Elena Ceaușescuová byla posedlá kontrolou svých dětí a stála za několika rozpady vztahů své dcery a mladšího syna Nica, kterému dokonce vybrala manželku, kterou nemiloval. Jejich děti byly na žádost jejich matky často pod kontrolou Securitate.

## Publikace
- Research work on synthesis and characterization of macromolecular compounds, Editura Academiei Republicii Socialiste România, 1974
- Stereospecific Polymerization of Isoprene, 1982
- Nouvelles recherches dans le domaine des composés macromoleculaires, 1984
- Dostizheniia v khimii i tekhnologii polimerov, 1988